# Lodeïnoïe Pole
Lodeïnoïe Pole (en russe : Лодейное Поле) est une ville de l'oblast de Léningrad, en Russie, et le centre administratif du raïon de Lodeïnoïe Pole. Sa population s'élevait à 18 766 habitants en 2021.

## Géographie
Lodeïnoïe Pole est située sur la rive gauche de la rivière Svir, à 244 km au nord-est de Saint-Pétersbourg et à 603 km au nord-nord-ouest de Moscou.

## Histoire
Lodeïnoïe Pole, dont le nom signifie « le domaine des bateaux » en russe, a été fondée en 1702 à l'emplacement du village de Mokrichvitsa, où Pierre le Grand créa le chantier naval Olonets. En 1703, le premier navire de la Flotte de la Baltique fut construit ici, une frégate de 28 canons appelée Chtandart (Штандарт). En 1704, six frégates, quatre chnyavas, quatre galères, et 24 semi-galères ont été construites, qui devraient constituer la première escadre russe de la mer Baltique. Plus de 400 bateaux à voiles ou à rames furent construits au long de l'existence du chantier naval. En 1785, Lodeïnoïe Pole reçut le statut de ville.
Durant la période stalinienne, dans les années 1930, Lodeïnoïe Pole fut tristement célèbre pour son camp de concentration du nom de Svirlag, installé dans l'ancien monastère Saint-Alexandre-de-Svir. Des milliers de personnes, principalement des membres du clergé orthodoxe russe, y perdirent la vie.
Pendant la Guerre froide, Lodeïnoïe Pole fut le siège d'une base aérienne, où était basé un régiment d'avions intercepteurs.

## Patrimoine
|  |

## Population
Recensements (*) ou estimations de la population
| 1825  | 1856  | 1897* | 1920  | 1923* | 1926* | 1937*  |
| ----- | ----- | ----- | ----- | ----- | ----- | ------ |
| 1 306 | 1 127 | 1 432 | 4 626 | 5 241 | 7 274 | 14 810 |

| 1939*  | 1945  | 1949   | 1959*  | 1970*  | 1979*  | 1989*  |
| ------ | ----- | ------ | ------ | ------ | ------ | ------ |
| 16 715 | 4 734 | 10 461 | 17 485 | 19 632 | 23 214 | 26 718 |

| 2002*  | 2006   | 2010*  | 2014   | 2015   | 2016   | 2017   |
| ------ | ------ | ------ | ------ | ------ | ------ | ------ |
| 22 830 | 22 280 | 20 674 | 20 283 | 20 135 | 19 976 | 19 671 |

| 2018   | 2020   | 2021   | - | - | - | - |
| ------ | ------ | ------ | - | - | - | - |
| 19 458 | 18 989 | 18 766 | - | - | - | - |

## Jumelage
- Gildeskål (Norvège)

## Galerie

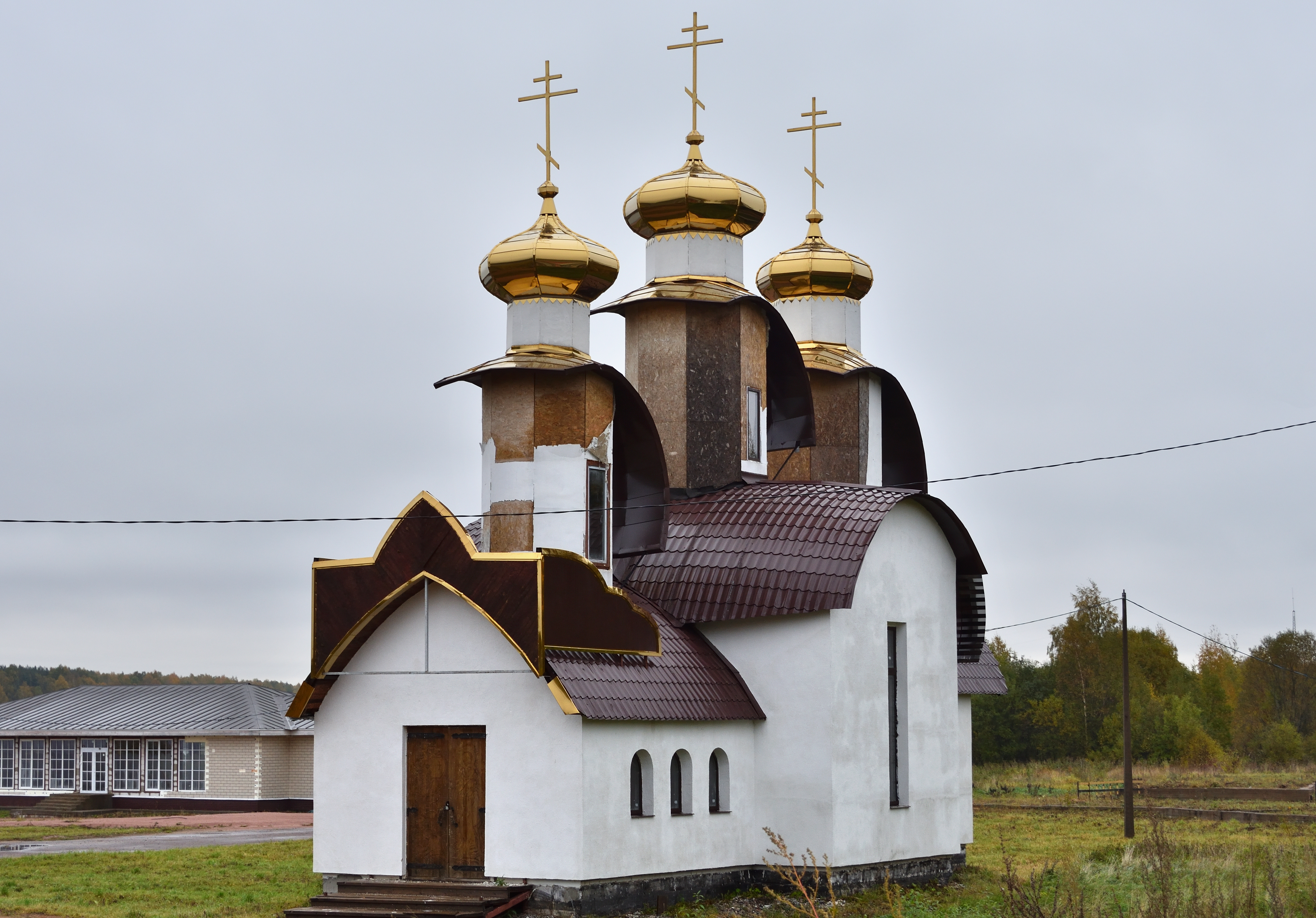
Église Saint-Nicolas.
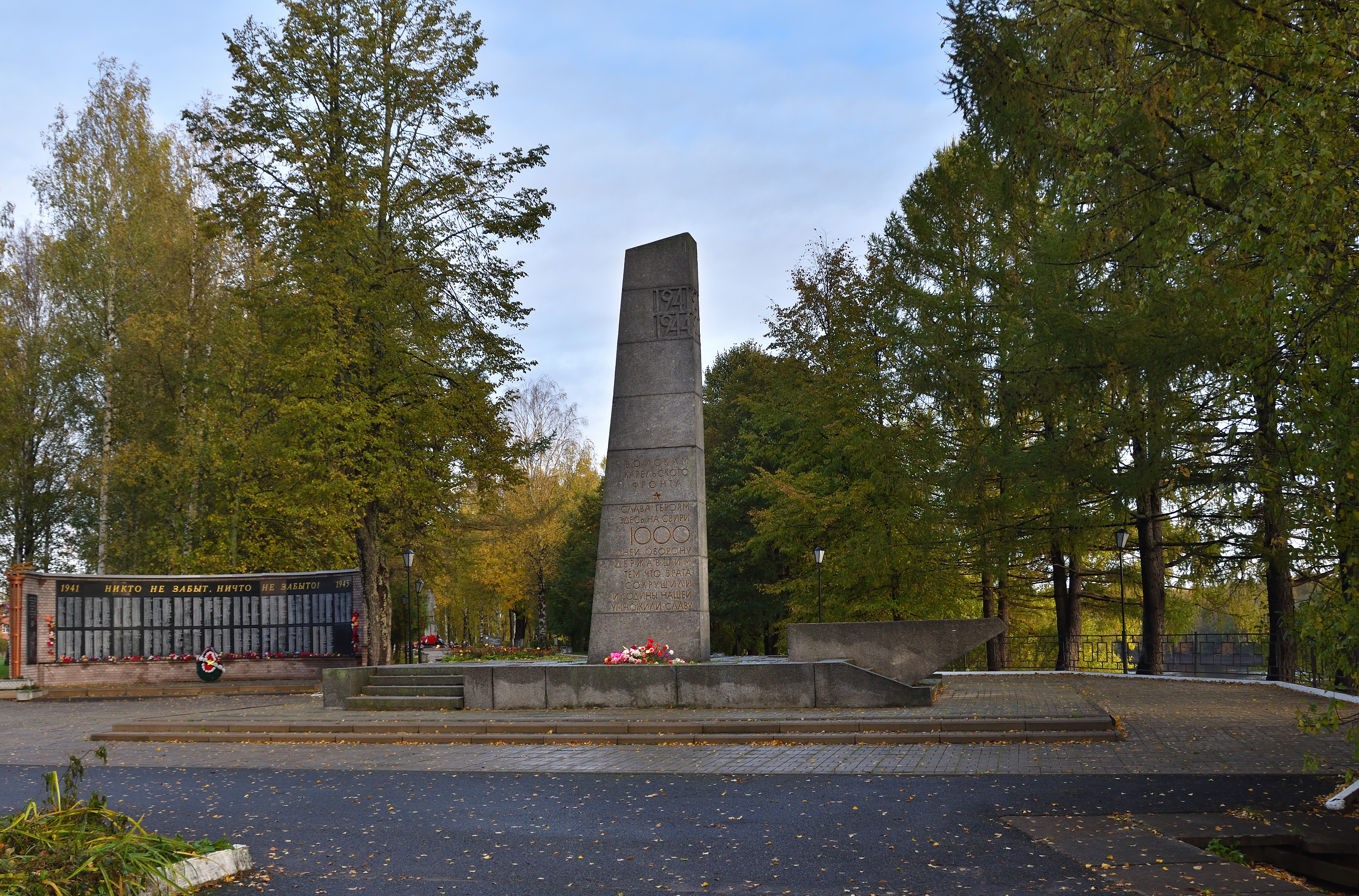
Monument aux morts.
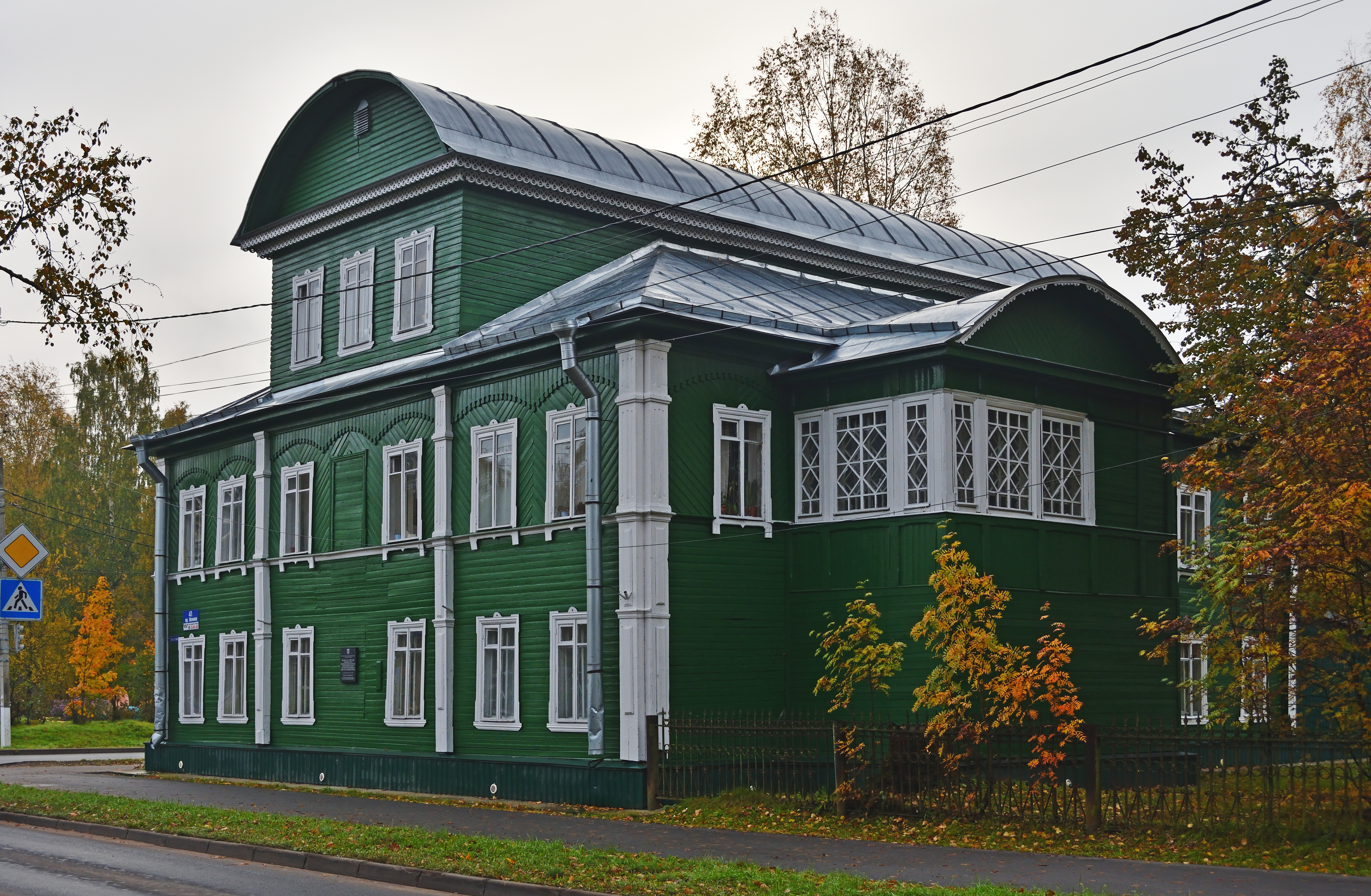
Maison ancienne.
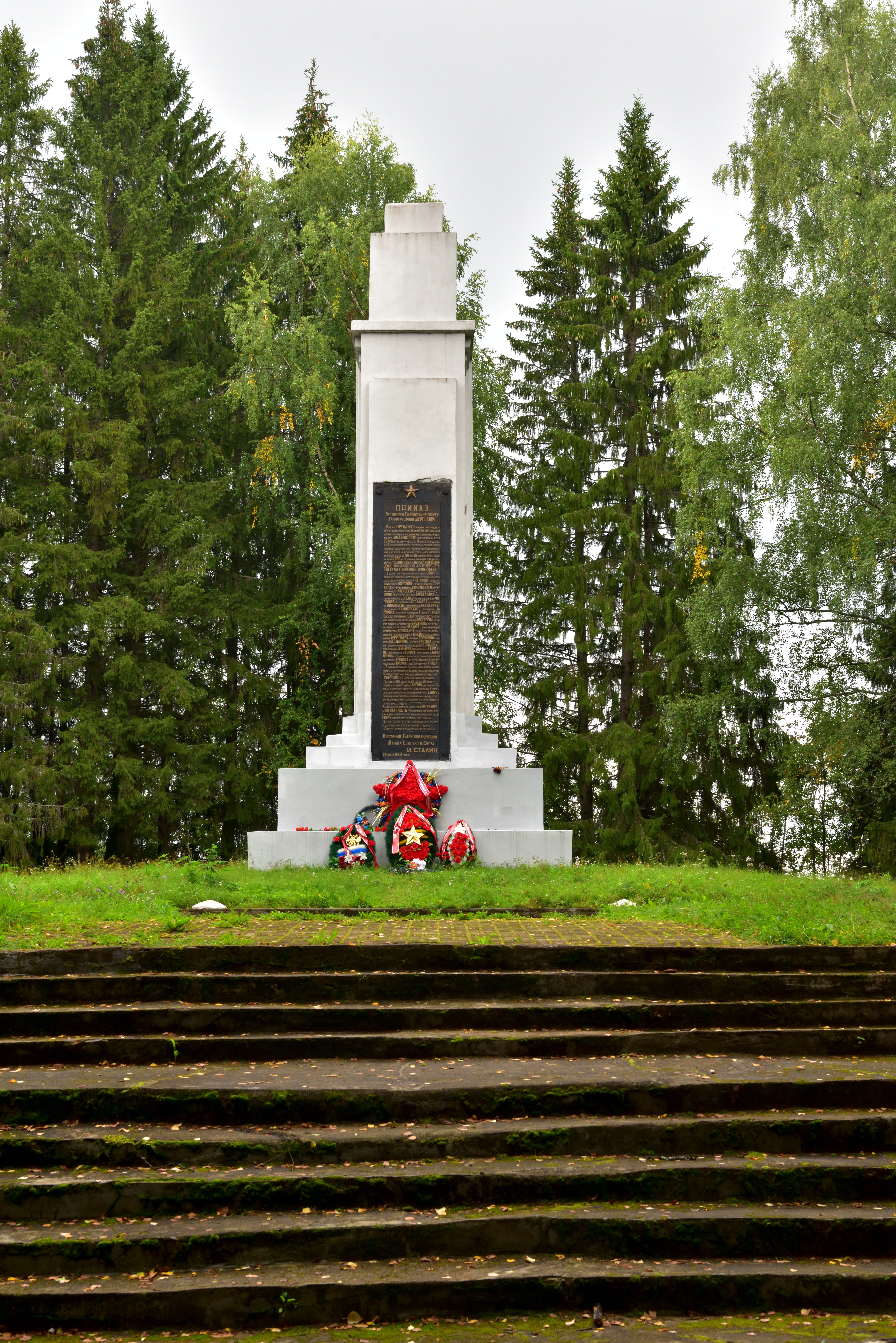
Monument de la Victoire.